# Palazzo Melchiorri Aldobrandini
Il Palazzo Melchiorri Aldobrandini è un edificio di Roma situato nel rione Sant'Eustachio. Si trova tra via della Rotonda, via di Sant'Eustachio e via della Palombella ed è gemellato a palazzo Crescenzi Bonelli. È un esempio di architettura manierista.

## Storia
Il palazzo fu costruito nella seconda metà del XVI secolo per monsignor Girolamo Melchiorri.
I Melchiorri, originari di Recanati, divennero nobili nel 1585 dopo aver acquistato il feudo di Torrita dalla famiglia Orsini, venduto poi ai Torlonia nel XIX secolo.
Nel 1866 fu acquistato da Camillo Aldobrandini, ma pochi anni dopo, nel 1873, divenne proprietà del Comune di Roma, che decise la riduzione di parte della porzione posteriore dell'edificio, quella prospiciente via della Rotonda, in occasione dei lavori di ampliamento della strada allo scopo di isolare il Pantheon.
Il portale è ornato da protomi leonine e piramidi decorate con bastoni orizzontali, con lo stemma dei Melchiorri. L'edificio presenta, oltre alle finestre incorniciate o architravate, anche una bella gronda con mensoloni decorati con gigli e rosoni.